# Coupe de Calédonie 2007/08
Der Pokalwettbewerb für neukaledonische Vereinsmannschaften Coupe de Nouvelle-Calédonie de football 2007/2008 ging an den Erstligisten AS Mont Dore.
3. Runde
| Datum             |                | Ergebnis              |              |
| ----------------- | -------------- | --------------------- | ------------ |
| 10. November 2007 | CS Bourail     | 2o/w 1                | JS Ny        |
| 10. November 2007 | AS Kunié       | 2:1                   | AS Nadoro    |
| 10. November 2007 | Ravel Sport    | 2:1                   | AS Nadoro    |
| 10. November 2007 | USC Nouméa     | 2                     | Iaai FC      |
| 10. November 2007 | FC Auteuil     | 2:1                   | AS Wetr      |
| 10. November 2007 | SCXL           | 1:4                   | Mouli Sport  |
| 10. November 2007 | Tiga Sport     | 2:5                   | JS Maré      |
| 10. November 2007 | FC Bélép       | 3:2                   | FC Thuahaick |
| 15. Dezember 2007 | AS Kunié       | 3:1                   | Ravel Sport  |
| 15. Dezember 2007 | JS Maré        | 5:2                   | JS Ny        |
| 15. Dezember 2007 | CA Saint-Louis | 0:0 n. V. (1:3 i. E.) | FC Auteuil   |
| 15. Dezember 2007 | USC Nouméa     | 2:2 n. V. (4:2 i. E.) | FC Thuahaick |

Achtelfinale
| Datum            |                    | Ergebnis              |                 |
| ---------------- | ------------------ | --------------------- | --------------- |
| 14. Februar 2008 | AS Magenta         | 9:0                   | JS Maré         |
| 16. Februar 2008 | AS Mont Dore       | 4:0                   | Etoile Banoutr  |
| 16. Februar 2008 | AS Kirikitr        | 1:1 n. V. (0:3 i. E.) | AS Lössi        |
| 16. Februar 2008 | Gaïtcha FCN        | 2:0                   | AS Kunié        |
| 16. Februar 2008 | ES Houaïlou        | 1:2                   | JS Baco         |
| 17. Februar 2008 | FC Auteuil         | 2:6                   | AS Thio Sport   |
| 17. Februar 2008 | Mouli Sport        | 0:9                   | Hienghène Sport |
| 24. Februar 2008 | AS Témala Ouélisse | 2:1                   | ACB Poya        |

Viertelfinale
| Datum         |                    | Ergebnis              |               |
| ------------- | ------------------ | --------------------- | ------------- |
| 15. März 2008 | Gaïtcha FCN        | 2:4                   | AS Mont Dore  |
| 15. März 2008 | Hienghène Sport    | 2:3                   | AS Magenta    |
| 16. März 2008 | JS Baco            | 1:1 n. V. (4:6 i. E.) | AS Thio Sport |
| 16. März 2008 | AS Témala Ouélisse | 1:6                   | AS Lössi      |

Halbfinale
| Datum          |               | Ergebnis |              |
| -------------- | ------------- | -------- | ------------ |
| 12. April 2008 | AS Thio Sport | 0:4      | AS Mont Dore |
| 12. April 2008 | AS Magenta    | 1:2      | AS Lössi     |

Finale
| Paarung        | AS Mont Dore – AS Lössi                                                |
| Ergebnis       | 3:0 (2:0)                                                              |
| Datum          | 8. Mai 2008                                                            |
| Stadion        | Stade Numa Daly, Nouméa?                                               |
| Schiedsrichter | ?                                                                      |
| Tore           | 1:0 Ramon Djamali (1.) 2:0 Marius Mapou (34.) 3:0 Dominique Sawa (77.) |
| AS Mont Dore   | ? Cheftrainer: ?                                                       |
| AS Lössi       | ? Cheftrainer: ?                                                       |